# اتحادیه لشکر
اتحادیه لشکر (به لاتین: Lashkar Union) یک منطقهٔ مسکونی در بنگلادش است که در Paikgachha Upazila واقع شده‌است.